# Fru Gunillas gränd

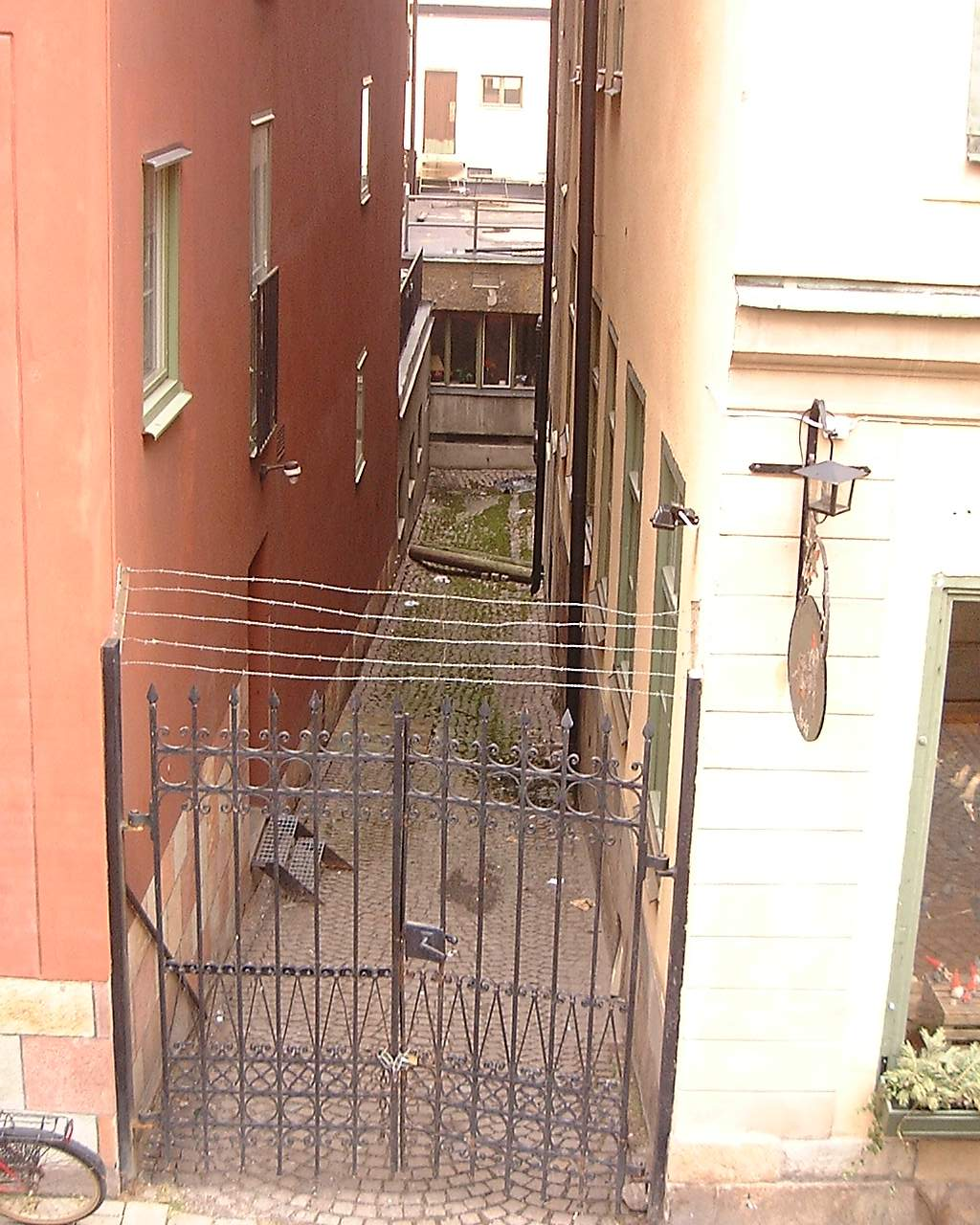
Fru Gunillas gränd.

Fru Gunillas gränd är en gränd mellan Österlånggatan 43 och 45 i Gamla stan i Stockholm.

## Historik
Sitt namn har gränden fått efter Gunilla Johansdotter (Bese) som var änka efter husägaren Erik Turesson (Bielke) som var riksråd på 1500-talet. Den är numera förbyggd av några hus på Skeppsbron men öppen mot Österlånggatan.